# كارل ستيوارت (لاعب كرة قدم أمريكية)
كارل ستيوارت (بالإنجليزية: Carl Stewart)‏ هو لاعب كرة قدم أمريكية أمريكي، ولد في 30 مايو 1985 في ألكوا في الولايات المتحدة.